# Gone Nutty
A Gone Nutty (más néven Scrat's Missing Adventure, lefordítva Motkány elveszett kalandja) egy animációs rövidfilm, amit Carlos Saldanha rendezett a Blue Sky Studiosnak. Ez a kisfilm a Kontinensvándorlás elméletét parodizálja ki.
A filmet jelölték a 2003-as Oscar-díj animációs rövidfilm kategóriájára.
A kisfilm a Jégkorszak DVD-n található meg, mint extra.

## Történet
Motkány visszatér egy hatalmas üreges fához, ami színültig tele van makkal. Középen egy üres hely van még, ahova meg is próbálja beletuszkolni az utolsó makkot, de mivel emlékszik mi történt, amikor először ilyet csinált (a Jégkorszak filmben emiatt indult meg egy hóval borított hegy), ezért először, óvatosan elhelyezi. A makk sorra kiugrik a helyéről, mikor Motkány hátat fordít, ezért ő egyre idegesebb lesz, majd beletapossa a lyukba a termést. Emiatt az egész makkhalom megindul és Motkánnyal együtt kilövellnek a fából.
Egy rövid zenei jelenet erejéig felcsendül Csajkovszkij Csipkerózsika keringője. Zuhanás közben Motkány összegyűjt pár makkot több formában is (ágy, hódeszka és egy óriási labda). A nagy labda alak végül a földbe csapódik és szerteszét szóródik a sok makk.
Egy azonban (feltehetően az, amit megpróbált beletömni a fába) a levegőből érkezik meteorit formájában és pont Motkány fejére csapódik. Ez a becsapódás a kontinensek szétválását eredményezi (valószínűleg a Pangea) és a mai formában állnak fel, Motkány pedig a szétválás centrumában reked a már szénné égett makkal. Ezt a kis állat simogatni kezdi, majd a termés hamuvá lesz. A megmaradt kalapot svájcisapkaként Motkány felteszi a fejére.

## Szereposztás
- Chris Wedge: Motkány

## Külső hivatkozás
- A kisfilm weboldala
- Gone Nutty az IMDb-n